# Cleora superfumata
Cleora superfumata är en fjärilsart som beskrevs av Inoue 1972. Cleora superfumata ingår i släktet Cleora och familjen mätare. Inga underarter finns listade i Catalogue of Life.